# Cham (Sprache)
Die Cham-Sprache ist heute die Sprache der Cham; früher war sie die Hauptsprache im hinduistischen Königreich Champa (2. Jahrhundert bis 1471). Cham ist insofern einzigartig, als sie im Gegensatz zu den anderen austronesischen Sprache ganz überwiegend auf dem asiatischen Festland gesprochen wird und nicht auf den zahlreichen Inseln und Inselgruppen.
Cham wird von etwa 100.000 Sprechern in Vietnam und 220.000 Sprechern in Kambodscha gesprochen. Daneben gibt es kleinere Gesellschaften in Thailand, Malaysia und auf der chinesischen Insel Hainan. Dem Cham verwandte Sprachen werden in verschiedenen Ländern Festland-Asiens und auf der Insel Hainan gesprochen:
| Vietnam                                           | China                               | Kambodscha                                   | Indonesien |
| ------------------------------------------------- | ----------------------------------- | -------------------------------------------- | ---------- |
| Östliches Cham, Raglai, Rhade, Jarai, Chru, H'roi | Tsat (Sprache) (auch Huihui, Utset) | Westliches Cham (eine moderne Form des Cham) | Aceh       |

## Schrift
Die Cham nutzen zwei verschiedene Schriften. In Vietnam wird die alte Cham-Schrift benutzt, während in Kambodscha von der Mehrzahl der Schreibfähigen die arabische Schrift benutzt wird.

## Besonderheiten
Cham ist eine der Sprachen, die von weiblichen und männlichen Sprechern extrem unterschiedlich gesprochen wird. Männer der Cham, die traditionell lesen und schreiben können, verwenden das Vokabular der älteren Cham-Sprache, während Frauen eine „moderne“ Form des Cham sprechen, da sie meist nicht zum Lesen und Schreiben ausgebildet werden.

## Geschichte
Siehe: Königreich Champa
Nach der Niederlage gegen die Vietnamesen 1471 wanderten viele Cham in das Inland Südostasiens, die den Ursprung der kambodschanischen Gesellschaft der Cham bildeten und heute die größte Sprechergruppe der Cham darstellen. Sie sind hauptsächlich Fischer an den Wasserläufen Vietnams und Kambodschas.
Die Cham übernahmen seit dem 14. Jahrhundert schrittweise den Islam, haben aber auch heute nur wenig Kontakt zu anderen moslemischen Gruppen. Vietnamesische Gruppen vermischen den Islam mit dem Hinduismus und verehren viele Götter, unter ihnen Po Adam (Adam) und Po Hawa (Eva).